# Martin Spanjaard
Martin Spanjaard   (Borne, 30 de juliol de 1892 - Auschwitz, 30 de setembre de 1942) va ser un director i compositor neerlandès.

## Biografia
Martin Spanjaard va veure la llum per primera vegada a Borne. El seu pare era el fabricant tèxtil jueu Salomon Jacob Spanjaard, la seva mare Julia Dorothea Calisch. La família es va traslladar a l'Haia el 1899, on va rebre les seves primeres lliçons de violí de Joseph Salmon. Més tard hi va estudiar violí amb André Spoor, harmonia amb Frits Koeberg i piano amb Willem Andriessen. Als 17 anys ja va aparèixer com a director i compositor d'una serenata per a orquestra. El 1915 va anar a Berlín, va estudiar composició amb Friedrich Gernsheim a la "Hochschule für Musik" i va treballar com a violista a l'orquestra del Conservatori de Willy Hess. A Amsterdam va prendre més classes de composició de Cornelis Dopper i es va convertir en ajudant de Willem Mengelberg. Després de formar-se com a director a l'Òpera Estatal de Berlín, va començar com a primer violinista i segon director a lOrquestra Filharmònica d'Arnhem el gener de 1920 i va ser nomenat director principal el juny del mateix any.
Ja el 1921 va fer gires de concerts com a director d'orquestra a Hamburg, Berlín i Múnic i va entrar per Jan van Gilse al podi de lUtrecht Stedelijk Orkest. El 1924 va dirigir per primera vegada lOrquestra d'Amsterdam Concertgebouw. A partir de mitjans de la dècada de 1920, Spanjaard es va convertir en un director d'orquestra demanat a tot Europa, com confirmen nombroses crítiques a "Het Vaderland Den Haag, Neue Freie Presse Wien" i "De Telegraaf Amsterdam". El 1926 va debutar a París i al "Wiener Konzerthaus" al podi de lOrquestra Simfònica de Viena amb el solista Eugène Bozza. El 1927 es van produir altres debuts a Budapest amb Bronisław Huberman, a Praga i Bakú, combinats amb altres aparicions a la Unió Soviètica. El 1929 i el 1930 va dirigir diverses vegades la Berliner Philharmoniker, com a solista, entre d'altres amb Maurice Rosenthal. Del 1929 al 1931 va dirigir concerts al "Wiener Musikverein" amb solistes com Carl Flesch i Ludwig Wüllner, el 1930 va dirigir allà l'estrena austríaca del seu Capriccio amb Ígor Stravinski al piano el 1930.
El 1932 Spanjaard va renunciar al seu lloc com a director de lOrquestra Filharmònica d'Arnhem i es va afirmar per què no oferia prou música popular. Després que Adolf Hitler arribés al poder el 1933, la seva carrera a l'estranger es va aturar; depenia de rars conductors convidats als Països Baixos, com el Residentie Orkest Den Haag. Va dirigir de nou lOrquestra Concertgebouw el juny de 1939 amb obres de Mozart, Henriëtte Bosmans i la Simfonia núm. 1 d'Anton Bruckner. Després d'això, només han sobreviscut dos conductors més el 1939 i 1940 amb la Residentie Orkest. Després de l'ocupació dels Països Baixos per part de les tropes nazis, se li va prohibir treballar i va intentar sobreviure seguint cursos de música.
La nit del 2 d'agost de 1942, Martin Spanjaard i la seva segona esposa Elly Okladek van ser arrestats a l'Haia pels ocupants nazis alemanys, i portats al camp de trànsit de Westerbork i deportats a Auschwitz el 7 de setembre. Van ser assassinats allà el 30 de setembre de 1942.

## Creacions
A més d'una serenata primerenca (1909), el 1915 es va escriure una doble fuga per a orquestra de corda, una obertura i un poema per a gran orquestra sota el títol Symphonisch Gedicht naar het sprookje uit de Duizend en ééne Nacht. Durant els seus anys a Berlín, Spanjaard va compondre tres cançons basades en poemes de Li Bai i un scherzo per a orquestra. En el següent temps, la direcció va sortir a la palestra. Als anys vint va publicar un Caprici per a piano, Claartjes wiegeliedje i la cançó Ausgrün Fluten. Estilísticament, es va comprometre amb el romanticisme alemany i el romanticisme tardà, que va complementar amb influències de l'impressionisme francès. També va escriure un llibre sobre les simfonies d'Anton Bruckner (1934).

## Familiars
El nebot de Martin Spanjaard, Ed Spanjaard (* 1948), antic ajudant d'Herbert von Karajan i Georg Solti, també es va convertir en director d'orquestra. Maarten van der Heijden (* 1947), net de Martin Spanjaard, va treballar de vegades com a contrabaixista, entre d'altres. a l'orquestra del segle xviii de Frans Brüggen. Laura van der Heijden, besneta, es va convertir en violoncel·lista i va guanyar el Premi Edison de música clàssica el 2018.